# Referèndum d'independència de Nova Caledònia de 2018
El referèndum d'independència de Nova Caledònia de 2018 és un referèndum d'independència, que s'organitzà el 4 de novembre de 2018, per a decidir la sobirania política de Nova Caledònia, ja fos per a constituir-se com a nou Estat independent o mantenir-se com a col·lectivitat sui generis de França.
El govern i les autoritats de la França metropolitana afirmaren que reconeixerien i acceptarien els resultats del referèndum. El resultat fou del 56.4% a favor de mantenir el status quo i del 43.6% en favor de la independència.

## Context
Segons l'acord de Nouméa, un referèndum d'independència de Nova Caledònia s'havia de dur a terme a finals de 2018. Si la moció no prospera, els habitants de l'arxipèlag de Nova Caledònia tindran oportunitats de tornar a votar el 2020 i el 2022.

## Enquestes
| Empresa enquestadora | Dates                  | Mida de la mostra | A favor  | En contra        | Indecisos | Marge |    |    |    |    |
| -------------------- | ---------------------- | ----------------- | -------- | ---------------- | --------- | ----- | -- | -- | -- | -- |
| Empresa enquestadora | Dates                  | Mida de la mostra | Quidnovi | 16-26 abril 2018 | 903       | Marge | 15 | 58 | 15 | 43 |
| I-Scope              | 16-25 abril 2018       | 682               | 22,5     | 59,7             | 17,8      | 37,2  |    |    |    |    |
| I-Scope              | 23 març - 4 abril 2017 | 514               | 24,4     | 54,2             | 21,4      | 29,8  |    |    |    |    |

## Reaccions
El president francès, Emmanuel Macron, que havia visitat l'illa el maig del 2018, va afirmar que el resultat mostrava «confiança en la República francesa».
Aloisio Sako, independentista destacat dins del Front d'Alliberament Nacional Canac Socialista (FLNKS) i president de l'Encontre Democràtic del Pacífic, un partit polític que representava els valians i futunians de Nova Caledònia, es mostrava optimista sobre el que considerava una pèrdua estreta per al seu bàndol, i va dir: «a poca distància de la victòria i encara queden dues votacions per a arribar».
L'abril de 2020, 26 diputats independentistes del Congrés van sol·licitar la celebració d'una tercera votació. El 2 de juny, el govern francès va anunciar que el tercer referèndum estava previst per al 12 de desembre de 2021.